# Milledgeville (Georgia)
Milledgeville è una città degli Stati Uniti d'America, capoluogo della contea di Baldwin nello Stato della Georgia. La popolazione, secondo il censimento 2018, era di 18.614 abitanti.
Dopo Louisville, è stata la capitale della Georgia dal 1804 al 1868, durante la guerra civile americana. Successivamente la capitale dello stato è divenuta Atlanta.
La città si trova lungo il percorso della Fall Line Freeway, autostrada che collega Milledgeville con Augusta, Macon, Columbus e altri importanti luoghi della storia dell'epoca coloniale di quella che allora era conosciuta come la Provincia della Georgia.
Milledgeville è la principale città della Milledgeville Micropolitan Statistical Area, un'area micropolitana che comprende la città di Baldwin e la contea di Hancock.
La città è attraversata dal fiume Oconee, affluente dell'Altamaha, e si trova sulle rive del Lago Sinclair.